# Cunctochrysa baetica
Cunctochrysa baetica is een insect uit de familie van de gaasvliegen (Chrysopidae), die tot de orde netvleugeligen (Neuroptera) behoort. 
Cunctochrysa baetica is voor het eerst wetenschappelijk beschreven door Hölzel in 1972.